# 金色丸菌属
金色丸菌属（学名：Chryseoglobus）是微杆菌科下的一个属。

## 下属物种
本属包括以下物种：
- 冷水金色球菌 Chryseoglobus frigidaquae Baik et al., 2010
- 印度洋金色丸菌 Chryseoglobus indicus